# Luca Turilli's Rhapsody
I Luca Turilli's Rhapsody sono stati un gruppo symphonic power metal italiano, formatosi nel 2011 per iniziativa del chitarrista Luca Turilli, dopo la sua separazione dai Rhapsody of Fire. Il genere proposto dal gruppo è stato anche definito cinematic metal per i moderni arrangiamenti orchestrali, tutti realizzati dallo stesso Turilli nel suo più tipico stile, ovvero combinati con una massiccia dose di musica elettronica e ispirati al mondo delle colonne sonore più moderne.
Il gruppo è stato sospeso a tempo indeterminato dopo la fine del Rhapsody Reunion tour.

## Storia del gruppo
La band nacque nell'agosto 2011, quando il chitarrista Luca Turilli e il tastierista Alessandro Staropoli decisero di separarsi e di dare vita a due band diverse, lasciando (per motivi legali) i Rhapsody of Fire al secondo. Turilli invece tornò ad usare il precedente nome del suo ex gruppo, Rhapsody, ai quali vennero presto aggiunti vari membri; come il chitarrista Dominique Leurquin, il bassista Patrice Guers e il batterista Alex Holzwarth.
Il 30 marzo 2012 è stato finalmente rivelato il nome del cantante del gruppo, Alessandro Conti, già membro della band power metal italiana Trick or Treat. Per l'occasione sono stati presentati anche alcuni estratti del nuovo album.
Nell'aprile 2012 Alex Holzwarth viene sostituito da Alex Landenburg, poiché impossibilitato a prendere parte all'attività live di entrambe le band, ma le parti di batteria dell'album sono comunque registrate da lui.
Poche settimane dopo, è stato pubblicato il video promozionale del primo singolo, "Dark Fate of Atlantis".
L'album di debutto, intitolato Ascending to Infinity, è stato pubblicato il 22 giugno dalla Nuclear Blast, vedendo anche la partecipazione di un coro e di un'orchestra.
Il disco ha ricevuto ottime critiche e recensioni, sia in patria che all'estero.
Nel 2015 la stessa Nuclear Blast ha pubblicato quello che è stato definito da Turilli come uno degli album più importanti della sua carriera: Prometheus, Symphonia Ignis Divinus. Quell'album è stato il primo in assoluto a essere missato in Dolby Atmos e la musica dello stesso è stata utilizzata da Dolby e Yamaha per promuovere la tecnologia Dolby Atmos in tutto il mondo.
I testi parlano di scienza, metafisica, psicologia, antropologia e sono in generale legati ai misteri della vita - la più grande passione di Luca Turilli da sempre e soprattutto dopo quello che ha iniziato a scoprire grazie alle sue pratiche di lungo corso di yoga e meditazione.

### Rhapsody Reunion
Il giorno 21 novembre del 2016 è stato annunciato che, per festeggiare il ventennale dalla creazione dei Rhapsody, la band si sarebbe riunita nella formazione così composta: Fabio Lione alla voce, Luca Turilli alla chitarra e alle tastiere, Dominique Leurquin anch'esso alla chitarra, Patrice Guers al basso e Alex Holzwarth alla batteria. Scopo di questa operazione riproporre in un tour d'addio denominato Rhapsody Reunion, l'album Symphony of Enchanted Lands registrato come Rhapsody nel 1998, prima che la stessa band cambiasse il nome in Rhapsody of Fire e celebrare i 20 anni di storia della band.

### Turilli/Lione Rhapsody
Dopo aver sospeso il progetto a tempo indeterminato, il 4 dicembre 2018 Luca Turilli ricostituisce una nuova band assieme a Fabio Lione col nuovo nome Turilli/Lione Rhapsody. Della band fanno parte, oltre a loro due, i precedenti membri della band Patrice Guers, Dominique Leurquin e Alex Holzwarth. Nel comunicato stampa viene inoltre lanciata una campagna di crowdfunding per finanziare la registrazione di un nuovo album, immediatamente disponibile per l'ordinazione. Nel marzo 2019 viene comunicato che l'album uscirà sotto etichetta Nuclear Blast, ad eccezione di Giappone e resto dell'Asia su cui uscirà sotto etichetta King Records, mentre il mese successivo viene comunicato che l'album si intitolerà Zero Gravity (Rebirth And Evolution). Nel 2023 la band affronta un tour con il quale Turilli e Lione "chiudono per davvero questo lungo capitolo della propria carriera".

## Formazione

### Luca Turilli's Rhapsody
- Alessandro Conti - voce (2011-2018)
- Luca Turilli - chitarra, tastiere e arrangiamenti orchestrali (2011-2018)
- Dominique Leurquin - chitarra (2011-2018)
- Patrice Guers - basso (2011-2018)
- Alex Landenburg - batteria (2012-2018)

#### Ex componenti
- Alex Holzwarth - batteria (2011-2012)

#### Turnisti live
- Mikko Härkin - tastiere (2012-2018)

### Turilli/Lione Rhapsody
- Fabio Lione - voce (2018-oggi)
- Luca Turilli - chitarra, tastiere e arrangiamenti orchestrali (2018-oggi)
- Dominique Leurquin - chitarra (2018-oggi)
- Patrice Guers - basso (2018-oggi)
- Alex Holzwarth - batteria (2018-oggi)

#### Turnisti live
- Fabio Alessandrini - batteria (2023)

## Discografia

### Luca Turilli's Rhapsody

#### Album in studio
- 2012 - Ascending to Infinity
- 2015 - Prometheus Symphonia Ignis Divinus
- 2016 - Prometheus, The Dolby Atmos Experience + Cinematic And Live

#### Singoli
- 2012 - Dark Fate of Atlantis

### Turilli/Lione Rhapsody

#### Album in studio
- 2019 - Zero Gravity (Rebirth And Evolution)